# District de Hulan
Le district de Hulan (呼兰区 ; pinyin : Hūlán Qū) est une subdivision administrative de la province du Heilongjiang en Chine. C'est l'un des districts de la ville sous-provinciale de Harbin.